# Eleccions municipals de Formentera
Les eleccions municipals de Formentera són el conjunt d'eleccions municipals que s'han celebrat a Formentera des de 1895.

## Seglexix

### Primer Ajuntament i posterior abolició
A rels del triomf de la revolució liberal l'any 1820 i del restabliment de la Constitució de Cadis, l'any 1822 la Diputació Provincial de Balears va determinar que la creació d'ajuntaments rurals a les Pitiüses. Entre aquests hi figurà l'ajuntament de sant Francesc Xavier, a Formentera. Un any més tard la posada en marxa del primer embrió d'ajuntament a l'illa quedà estroncat per mor del restabliment de la monarquia absoluta de Ferran VII que derogà tots els projectes iniciats durant el Trienni liberal i, entre ells, el dels ajuntaments rurals. Novament es reinstaurà l'ajuntament a l'illa l'any 1837, tot i que l'any 1870 es va tornar a abolir.

### Segon Ajuntament i posterior abolició
El restabliment d'un ajuntament a Formentera l'any 1837 es va veure motivat per la divisió provincial que es va dur a terme a l'Estat l'any 1833. Aquesta llei administrativa atorgava a les Pitiüses sis ajuntaments, un d'ells a Formentera. De tota manera cal assenyalar que encara que l'illa disposàs de representació municipal l'illa sofria greus caresties. L'any 1866 l'Ajuntament es negà a fer-se càrrec de forma directa de l'administració dels imposts de consum perquè no tenia prou mitjans per recórrer una illa on la població vivia disseminada per tot el territori i la inexistència de qualsevol tipus d'indústria.
Un any més tard va visitar l'illa l'Arxiduc Lluís Salvador d'Àustria i assenyalà als seus escrits que a l'illa només hi havia una escola privada per a nenes i que Formentera no disposava ni de Junta Municipal de Beneficència, ni de blat suficient, ni de cap comissió local d'ensenyament primari, cosa que la legislació del moment establia.
Amb les condicions assenyalades per l'Arxiduc era mal de mantenir un Ajuntament a la pitiüsa menor. Així va ser que a la darreria de 1969 es decidí, a instàncies de la Diputació Provincial, suprimir la institució municipal i agregar Formentera a l'Ajuntament de Vila. Aquesta annexió es va fer efectiva el gener de 1870 i comportà, ja en un primer moment, la creació de les primeres escoles públiques elementals a Sant Francesc Xavier. Aquest lustre fou decisiu per la història de Formentera, coincidint amb el sexenni Democràtic, l'Estat privatitzà les Salines de les Pitiüses i les de Formentera foren comprades pel mallorquí Antoni Marroig l'any 1873. Antoni Marroig va impulsar l'economia local i apareixia com a accionista de la societat Empresa de la Fábrica de Sal de Ibiza. A més, l'estiu de 1886, a banda de les salines d'en Marroig, no gaire lluny de la Savina n'hi havia unes de més petites propietat de l'eivissenc Josep Ferrer Verdera, salines que no feia gaire que havien estat construïdes.

### Tercer Ajuntament
Davant d'aquesta petita revifada econòmica de l'illa, la Diputació Provincial acordà finalment, el 12 d'abril de 1888, restablir de bell nou l'Ajuntament que va ser acabat de construir el 15 de gener de 1889 essent-ne el primer alcalde escollit en Josep Serra Noguera, que havia exercit diverses vegades aquesta tasca abans no s'abolís el terme. Aquest mateix any va inaugurar-se també l'església de Sant Ferran de ses Roques.
El setmanari El Ibicenco durant aquell any i durant l'any següent es va fer ressò de la presa d'autogovern de Formentera i la respectiva secessió envers Eivissa i la criticaren fortament considerant que un Ajuntament a Formentera era contraproduent fins i tot pels mateixos formenterers. Tot i les dificultats inicials la vida municipal i electoral de Formentera s'acabà normalitzant i el maig de 1895 se celebraren les primeres eleccions de les quals es té constància.

#### Eleccions de maig de 1895
| Partit       | Nombre de vots |
| ------------ | -------------- |
| Conservadors | 119 vots       |
| Liberals     | 85 vots        |

Aquestes eleccions seguiren la mateixa dinàmica que al camp eivissenc, donant la victòria al corrent conservador i, en el cas de Formentera, donant la batlia a Vicent Torres Escandell.

L'any 1897 la companyia que explotava les salines d'Eivissa comprà les de Formentera i l'estany des Flamencs i es convertí en Salinera Española S.A. Això implicà una millora de la indústria salinera a Formentera, un augment de la mà d'obra i la creació de la figura de jornaler a l'illa, que el permetia accedir a un sou en metàl·lic que s'allunyava de l'estricta economia de subsistència.

## Segle XX
A causa de la dificultat a l'hora de trobar informació al respecte i de la manca bibliogràfica hi ha alguns períodes del segle XX que estan lluny de veure's, a hores d'ara, aclarits. Per una banda tenim el començament del segle XX que, tot i saber els noms dels batles en desconeixem els resultats electorals.
Per una altra banda, a partir de 1939 no té sentit parlar de comportament electoral a Formentera, ja que sense un sufragi universal ni les llibertats públiques no poden estudiar-se seriosament unes eleccions. Entre els anys 1947 i 1976 es convocaren a Espanya tres referèndums, dues eleccions per a procuradors a Corts de representació familiar i vuit eleccions municipals per escollir regidorsdel mateix terci. Però els tres referèndums es desenvolupen en un clima d'absència de llibertats i de coacció psicològica, i en les eleccions municipals legislatives el cos electoral fou sempre bastant reduït

### II República

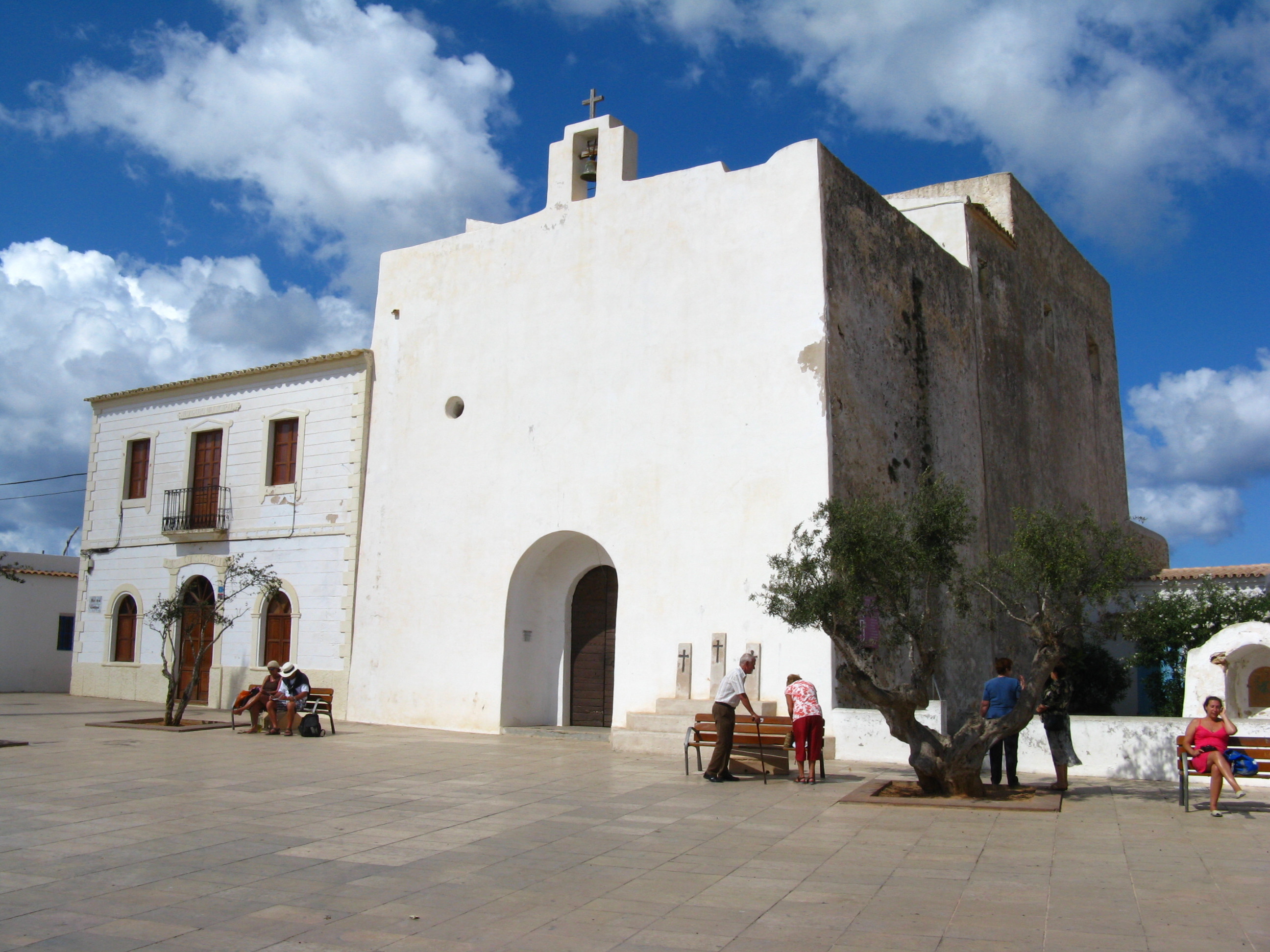
Església de Sant Francesc i l'antic ajuntament de Formentera fet construir per Joan Colomar Escandell l'any 1931

El 12 d'abril de 1931 varen celebrar-se unes eleccions municipals on a Formentera el debat monarquia o república va ser-hi molt present. Va ser tan així que, tot i haver-hi hagut tradicionalment una gran abstenció entre els formenterers censats, en aquesta ocasió la participació va ser rellevantment superior.

#### Eleccions del 12 d'abril de 1931
D'aquesta manera va ser com, dels sis ajuntaments pitiüsos, l'Ajuntament de Formentera va ser l'únic on els republicans varen treure mostra animats pel suport que la CNT tenia a l'illa. Els resultats a les batlies d'Eivissa i Formentera foren els següents amb els quals Joan Colomar Escandell sortí elegit batle de Formentera:
Els resultats formenterers varen comptabilitzar-se de la següent manera: A Sant Francesc es registraren 100 vots regionalistes, 12 vots bloquistes i 120 vots republicans; al Pilar de la Mola, en canvi, es registraren 67 vots regionalistes, 74 vots bloquistes i 31 vots republicans d'Alianza Republicana.
|                  | Bloquistes | Regionalistes | Republicans |
| ---------------- | ---------- | ------------- | ----------- |
| Ciutat d'Eivissa | 11         | 4             | 0           |
| Santa Eulària    | 10         | 4             | 0           |
| Sant Josep       | 2          | 11            | 0           |
| Sant Antoni      | 6          | 7             | 0           |
| Sant Joan        | 9          | 4             | 0           |
| Formentera       | 3          | 4             | 4           |

Després d'haver rebut l'opció republicana un nombre important de vots especialment a les grans zones urbanes, dos dies després, el 14 d'abril de 1931 es proclamà la República.
El darrer alcalde republicà va ser en Joan Riera Yern que ho va ser durant els primers mesos de 1936 i durant el període que Formentera va ser ocupada pel general Alberto Bayo que arribà a Formentera el 7 d'agost de 1936. Durant la seua breu estada a l'illa va restablir la batlia amb el darrer batle republicà i va detenir uns quaranta o cinquanta partidaris de l'Alçament. Durant aquest període el paper del batle Joan Riera va ser molt important i decisiu, ja que ell i altres persones aconseguiren que aquests detinguts no fossin afusellats. El temps que Riera va ocupar la batlia durant la guerra va procurar que els formenterers, fossin del bàndol i de la ideologia que fossin, patissin els menors mals possibles.
Un cop sota el control del bàndol nacional, l'Ajuntament de Formentera canvià de batle i passà a ser-ho Joan Serra Torres.

### Etapa democràtica
La construcció del marc democràtic a Formentera s'inicià amb la convocatòria de les primeres eleccions municipals i les primeres eleccions a consells insulars el dia 3 d'abril de 1979.

#### Eleccions d'abril de 1979
Seguint amb la tradició històrica de l'illa, la força més votada fou la del PSOE encapçalada per Miquel Ribas Torres que obtingué 5 regidors. Així i tot, el pacte postelectoral entre la CD amb 4 regidors i la UCD amb 2 regidors, donà l'alcaldia al cap de llista de la UCD, Antoni Calafat Mayans. Aquesta legislatura, però, va tenir dos batles, ja que durant el darrer any (1982-1983) el darrer alcalde anterior a la transició democràtica va ocupar el càrrec d'alcalde perquè els regidors de la UCD varen ser expulsats l'any 1982 de l'Ajuntament per haver-se manifestat en contra d'accedir a l'autonomia per la via de l'article 143 de la Constitució.

#### Eleccions de maig de 1983
El 8 de maig de 1983 la llista del PSOE encapçalada per Víctor Tur Ferrer aconseguí la primera majoria absoluta a Formentera de la democràcia amb 6 regidors. En canvi, Alianza Popular n'aconseguí 4 i els Independents, 1. De tota manera, aquests comicis varen ser anul·lats per una polèmica a l'hora de comptar el vot per correu i la votació va repetir-se a l'octubre d'aquest mateix any. El resultat va ser semblant: el PSOE va mantenir els seus 6 regidors i els Independents perderen el seu, aconseguint-ne Alianza Popular, 5.
| Eleccions anul·lades de maig | vots | percentatge | regidors |
| ---------------------------- | ---- | ----------- | -------- |
| PSOE                         | 1008 | 48,70%      | 6        |
| AP                           | 828  | 40,00%      | 4        |
| INDEP                        | 234  | 11,30%      | 1        |

| Eleccions d'octubre | vots | percentatge | regidors |
| ------------------- | ---- | ----------- | -------- |
| PSOE                | ?    | ?           | 6        |
| AP                  | ?    | ?           | 5        |
| INDEP               | ?    | ?           | 0        |

#### Eleccions de juny de 1987
El 10 de juny s'inicià la tercera legislatura democràtica i la força més votada va ser el PSOE amb 5 regidors. El GUIF, en canvi, en va obtenir 3, Alianza Popular 2 i el CDS en va aconseguir 1. En aquest cas l'alcaldia va ser per a Bartomeu Ferrer Marí, cap de la llista més votada, fins que l'abril de 1989 una moció de censura subscrita pels altres tres partits el rellevà del càrrec i va ser substituït per Vicent Serra Ribas, cap de la llista d'Alianza Popular.
Durant aquesta legislatura es produí un dels episodis socials més rellevants de la història actual de Formentera: es va constituir la Coordinadora d'Entitats Cíviques, òrgan on hi havia representades totes les associacions de l'illa tant culturals com industrials, esportives, etcètera. La raó de la creació d'aquest òrgan va ser per poder mostrar rebuig i oposició de forma unilateral en nom de l'illa de Formentera als majors projectes urbanístics contra els quals Formentera va enfrontar-se a finals del segle xx, que foren el projecte per urbanitzar Can Marroig, l'estany des Peix i la punta de sa Pedrera. La Coordinadora també realitzà una gran tasca i demostrà tenir un gran poder de convocatòria quan va aconseguir que més d'un miler de persones es manifestassin en contra de la creació d'un càmping a Ca Marí. A banda d'això, per oposar-se a aquest càmping hi hagué també una vaga general recolzada per tota l'illa i una manifestació que anà des del port de la Savina fins a la plaça de l'Ajuntament a Sant Francesc.

#### Eleccions de maig de 1991
Les quartes eleccions democràtiques es convocaren pel 26 de maig de 1991. Com que per aquella data Formentera havia arribat als 5000 habitants es passà d'elegir 11 regidors a elegir-ne 13. El PSOE, amb Bartomeu Ferrer Marí al capdamunt de la llista, va obtenir 5 regidors, mentre que el GUIF amb Antoni Serra Colomar n'obtengué 4 igual que el PP, encapçalat per Vicent Serra Ribas.
Com que a la legislatura anterior hi va haver desavinences entre el GUIF i Alianza Popular el GUIF no va pactar amb el Partit Popular i pactà amb el PSOE. Aquest pacte va sorprendre tota Formentera, ja que havien estat múltiples els enfrontaments entre Bartomeu Ferrer Marí i Antoni Serra Colomar durant la legislatura anterior.
Aquest acord establí una alternança a la batlia entre els dos candidats i així Bartomeu Ferrer va ser alcalde des del 15 de juny de 1991 fins a l'1 de juliol de 1993, i va ser rellevat per Antoni Serra fins al final de la legislatura.

#### Eleccions de maig de 1995
Les cinquenes eleccions democràtiques es convocaren pel 28 de maig de 1995. Varen ser uns comicis similars als anteriors, la llista més votada va seguir sent el PSOE, encapçalada en aquesta ocasió per Bartomeu Ferrer Mayans que obtengué novament 5 regidors. El GUIF tornà a obtenir 4 regidors i 4 regidors foren els que va obtenir el PP. L'acord PP-GUIF de presentar conjuntament el candidat al Parlament propicià també l'acord a l'Ajuntament amb Antoni Serra Colomar com a batle de l'illa amb el suport dels dos partits. Es paga la pena comentar també que en aquesta ocasió la varietat de partits per elegir va ser molt més àmplia que en comicis anteriors i aparegueren, per primera vegada, paperetes i llistes de candidats d'Esquerra Unida de les Illes Balears o Unió Progressista de Formentera. Així i tot, aquestes noves formacions no arribaren a treure mostra.
Antoni Serra va veure's obligat a deixar el càrrec d'alcalde el 16 de desembre de 1996 a causa de la inhabilitació de 6 anys que s'aplicà a tots aquells polítics que havien participat en l'anterior legislatura per negar-se a concedir la llicència de construcció del càmping de Ca Marí. Així és que Antoni Serra va ser substituït per Vicent Escandell Mayans (PP).

#### Eleccions de juny de 1999
Les eleccions del 13 de juny de 1999 varen suposar la segona majoria absoluta de la democràcia a Formentera. La Coalició d'Organitzacions Progressistes (COP) encapçalada pel socialista Isidor Torres Cardona va obtenir 8 regidors. El GUIF amb Joan Robert Masdeu com a cap de llista en va obtenir 4 i el PP amb Joan Ferrer Juan n'obtengué 1.
Durant tota aquesta legislatura a l'Ajuntament la representació del PP a la sala va ser absent. Això es degué al fet que hi hagué diferències importants entre la direcció local del PP i la direcció del PP d'Eivissa i Formentera. Això implicà la renúncia de militància de bona part del PP de l'illa, inclosa la totalitat de la llista electoral. Alguns d'aquests militants formaren un nou partit anomenat PREF (Partit Renovador d'Eivissa i Formentera).

## Segle XXI

### Eleccions de maig de 2003
Les eleccions del 25 de maig de 2003 seguiren la tradició que ha anat mostrant-se amb les diverses eleccions municipals de l'illa. La COP va ser la força més votada però, en aquesta ocasió, perdé la majoria absoluta, ja que va obtenir només 6 regidors enfront als 8 de la legislatura anterior. El PP amb Juan Manuel Costa Escanellas com a candidat n'aconseguí 3, el GUIF amb Antonio Campillo Marí n'obtengué també 3 i el PREF amb Cándido Valladolid Buendía encapçalant la llista en va obtenir 1.
A rels del pacte postelectoral PP-GUIF-PREF obtengué l'alcaldia Juan Manuel Costa. Aquest tripartit va rompre el 16 de maig de 2005 per la part del PREF. Després d'una moció de censura (la segona en democràcia a l'illa) un pacte entre la COP i el PREF donà la batlia al cap de llista de la COP Isidor Torres Cardona el 28 de maig de 2005 fins al final de la legislatura.
Durant aquesta legislatura es va aprovar en el ple municipal del 15 de desembre de 2005 la proposta de crear el Consell de Formentera amb la consegüent separació amb el Consell Insular d'Eivissa i Formentera que és l'òrgan al qual es disposava Formentera segons l'Estatut.
La Llei Orgànica 1/2007 de 28 de febrer plantejà la reforma de l'Estatut d'autonomia de les Illes Balears, ja que preveia la creació d'un consell insular propi per a cada illa. La seua aplicació, però, no arribaria a aplicar-se fins a la legislatura vinent.

### Eleccions de maig de 2007
Aquestes varen ser les primeres eleccions al Consell Insular de Formentera que acabà de constituir-se el juliol de 2007 i adquirí la plena assumpció de competències per part de la institució a dia primer de gener de 2008.
En aquests comicis duts a terme el 27 de maig de 2007 el partit més votat va ser una formació que s'havia creat pocs mesos abans de les eleccions: Gent per Formentera amb Jaume Ferrer Ribas com a cap de llista. Aquesta formació localista i d'esquerres obtengué 5 regidors. Mentre, el PP va aconseguir 4 regidors i el PSOE i el GUIF varen obtenir 2 regidors cadascun.
Vist que les majories quedaven lluny després de l'escrutini hi va haver un pacte postelectoral GxF-PSOE que facilità la batlia i presidència a Jaume Ferrer Ribas.
Durant aquesta legislatura, a part de posar en marxa el Consell Insular de Formentera hi hagué importants obres de reestructuració de la piscina municipal de l'illa, de les carreteres i es va obrir la primera escoleta municipal de l'illa a Sant Francesc Xavier. Destaca també la construcció del nou hospital de Formentera. El 17 de novembre de 2009 el Consell de Formentera va triar una nova bandera i un nou escut per a la corporació
| Candidatures | Vots  | Percentatge | Consellers |
| ------------ | ----- | ----------- | ---------- |
| GxF          | 1.134 | 32,78%      | 5          |
| PP           | 1.068 | 30,88%      | 4          |
| PSOE         | 679   | 19,63%      | 2          |
| GUIF         | 518   | 14,98%      | 2          |

### Eleccions de maig de 2011
De cara a les eleccions del 22 de maig de 2011 la dreta formenterera va decidir formar una coalició i presentar una llista única sota el nom de Sa Unió. Així com el PP arrasà a Eivissa i a bona part de Balears i de l'Estat, a Formentera aquesta coalició no donà el fruit que els seus membres esperaven.
La força més votada va ser Gent per Formentera que va obtenir 6 regidors, seguits de Sa Unió amb 5 regidors i del PSOE amb 2 regidors. En aquesta ocasió, GxF en veure's reforçat a l'obtenir més vots i més regidors que en les eleccions anteriors, decidí governar en solitari fent pactes eventuals amb el PSOE i amb el PP i el GUIF una vegada varen haver dissolt la coalició. Durant aquesta legislatura GxF va seguir amb la seua política de modernitzar la xarxa viària de l'illa i amb la seua política de reactivar i revaloritzar el patrimoni històric de l'illa. De tota manera, durant aquesta legislatura la formació no ha estat exempta de polèmiques com la de la no anul·lació dels permisos d'edificabilitat d'unes cases a la punta de la Gavina aprovades durant la primera part de la legislatura de 2003.
Durant aquests quatre anys GxF amb el vot a favor també del PSOE han aconseguit portar endarrere la denúncia que un empresari alemany va formular contra GxF de cara a un conflicte urbanístic a Punta Prima quan GxF va requalificar uns terrenys que anteriorment havien estat urbans i ara ja no.

### Eleccions de maig de 2015
Les eleccions al Consell celebrades el 24 de maig de 2015 es presentaren amb una sèrie de novetats respecte a les eleccions anteriors del 2011. En primer lloc, a rels de l'augment poblacional de l'illa el Consell-Ajuntament de Formentera, al passar a ser un municipi de més de 10.000 habitants, es decretà que havia de tenir 17 regidors que, en aquest cas, figuren com a consellers. D'aquesta manera la majoria absoluta passà de ser formada a partir dels 7 regidors a ser-ho a partir dels 9. L'altra novetat va ser que el Grup d'Independents de Formentera (GUIF) va dissoldre's com a formació i alguns antics membres del grup Independent decidiren crear la formació política Compromís amb Formentera.
Pel que fa als resultats electorals, GxF va sortir reforçat dels comicis amb la tercera majoria absoluta que hi ha hagut mai en democràcia a Formentera. El grup progressista va aconseguir 1817 vots que suposaren el 49,75% dels vots. La segona força va ser la del Partit Popular de Formentera que, amb el 21,03% dels vots aconseguí 768 vots i 4 consellers. El PSOE va aconseguir 2 consellers amb el 14,81% dels vots i, la nova candidatura local Compromís aconseguí entrar a l'hemicicle formenterer amb 2 consellers i el 12,6% de l'electorat.
Aquests resultats varen començar a observar-se durant l'escrutini als tancaments de les meses electorals de districtes com El Pilar de la Mola o es Pujols tal com pot observar-se a les taules que es publicaren al dia de les eleccions:
| Lloc                | Districte | Secció | Mesa | Cens | Votants | Nuls | Blancs | GxF | PP  | PSOE | Compromís |
| ------------------- | --------- | ------ | ---- | ---- | ------- | ---- | ------ | --- | --- | ---- | --------- |
| Mestre Lluís Andreu | 1         | 001    | A    | 861  | 455     | 15   | 9      | 211 | 85  | 66   | 69        |
| Mestre Lluís Andreu | 1         | 001    | B    | 914  | 425     | 13   | 10     | 189 | 86  | 70   | 57        |
| Mestre Lluís Andreu | 1         | 002    | U    | 1069 | 604     | 16   | 6      | 293 | 116 | 100  | 73        |
| Mestre Lluís Andreu | 1         | 003    | A    | 605  | 334     | 9    | 3      | 170 | 55  | 43   | 54        |
| Mestre Lluís Andreu | 1         | 003    | B    | 708  | 409     | 14   | 11     | 196 | 86  | 62   | 40        |
| CP Sant Ferran      | 2         | 001    | A    | 633  | 346     | 9    | 6      | 181 | 65  | 37   | 48        |
| CP Sant Ferran      | 2         | 001    | B    | 681  | 304     | 3    | 6      | 167 | 69  | 32   | 27        |
| CP Sant Ferran      | 2         | 002    | U    | 806  | 386     | 13   | 9      | 176 | 84  | 52   | 50        |
| La Mola             | 3         | 001    | U    | 1015 | 494     | 13   | 6      | 234 | 154 | 45   | 42        |

### Eleccions de maig de 2019
A les eleccions del 26 de maig de 2019 es donaren els següents resultats, segons la Junta Electoral de les Illes Balears.
| Candidatures                      | Vots  | Percentatge | Consellers |
| --------------------------------- | ----- | ----------- | ---------- |
| GxF                               | 1.398 | 35,50%      | 6          |
| Sa Unió (PP-Compromís Formentera) | 1.329 | 33,77%      | 6          |
| PSOE                              | 1.058 | 26,84%      | 5          |
| Vox-Actua Baleares                | 107   | 2,72%       | 0          |

Nombre d'electors: 7.756
Nombre de votants: 3.996
Nombre de vots a candidatures: 3.892
En blanc: 46
Vàlids: 3.938
Nuls: 58

## Alcaldes de Formentera (1889 - actualitat)
| nom                          | anys        | Orientació                    |
| ---------------------------- | ----------- | ----------------------------- |
| Josep Serra Noguera          | 1889-1891   |                               |
| Jaume Ferrer Juan            | 1891-1893   |                               |
| Jaume Ferrer Juan            | 1893-1895   |                               |
| Vicent Torres Escandell      | 1895-1897   |                               |
| Miquel Escandell Ferrer      | 1897-1899   |                               |
| Joan Serra Juan              | 1899-1902   |                               |
| Joan Serra Juan              | 1902-1904   |                               |
| Joan Torres Riera            | 1904-1906   |                               |
| Joan Tur Juan                | 1906-1909   |                               |
| Joan Tur Juan                | 1909-1912   |                               |
| Miquel Tur Escandell         | 1912-1914   |                               |
| Bartomeu Ros Torres          | 1914-1917   |                               |
| Bartomeu Maians Riera        | 1917-1922   |                               |
| Miquel Tur Escandell         | 1922-1923   |                               |
| Francesc Marí Roig           | 1923-1930   |                               |
| Josep Costa Ramon            | 1930-1931   |                               |
| Joan Colomar Escandell       | 1931-1934   | CNT · progressista            |
| Josep Marí Ferrer            | 1934-1935   |                               |
| Joan Serra Torres            | 1935-1936   |                               |
| Joan Riera Yern              | 1936        |                               |
| Joan Serra Torres            | 1936        |                               |
| Joan Riera Yern              | 1936        |                               |
| Andreu Ferrer Serra          | 1936-1938   |                               |
| Antoni Serra Torres          | 1938-1970   |                               |
| Antoni Serra Colomar         | 1970-1979   |                               |
| Antoni Calafat Mayans        | 1979-1982   | UCD · conservador             |
| Antoni Serra Colomar         | 1982-1983   | UCD · conservador             |
| Víctor Tur Ferrer            | 1983-1987   | PSOE · progressista           |
| Bartomeu Ferrer Marí         | 1987-1987   | PSOE · progressista           |
| Vicent Serra Ribas           | 1989-1991   | Aliança Popular · conservador |
| Bartomeu Ferrer Marí         | 1991-1993   | PSOE · progressista           |
| Antoni Serra Colomar         | 1993-1995   | GUIF · conservador            |
| Antoni Serra Colomar         | 1995-1996   | GUIF · conservador            |
| Vicent Escandell Mayans      | 1996-1999   | PP · conservador              |
| Isidor Torres Cardona        | 1999-2003   | COP · progressista            |
| Juan Manuel Costa Escanellas | 2003-2005   | PP · conservador              |
| Isidor Torres Cardona        | 2005-2007   | COP · progressista            |
| Jaume Ferrer Ribas           | 2007 - 2011 | GxF · progressista            |
| Jaume Ferrer Ribas           | 2011 - 2015 | GxF · progressista            |
| Jaume Ferrer Ribas           | 2015 - 2019 | GxF · progressista            |
| Alejandra Ferrer Kirschbaum  | 2019 - 2021 | GxF · progressista            |
| Ana Juan Torres              | 2021 -      | PSIB · progressista           |